# SN 2006eg
SN 2006eg – supernowa typu Ib/c odkryta 20 sierpnia 2006 roku w galaktyce A023253+1915. W momencie odkrycia miała maksymalną jasność 18,30m.